# 安东尼奥·哈维
安东尼奥·哈维（英語：Antonio Harvey，1970年7月6日—），美国NBA联盟前职业篮球运动员。